# N25 (Luxemburg)
De N25 (Luxemburgs: Nationalstrooss 25) is een nationale weg in Luxemburg. De weg met een lengte van ongeveer 10 kilometer gaat van Wiltz naar het station Kautenbach in Kautenbach.
Langs de gehele route liggen zowel de spoorlijn Spoorlijn Kautenbach - Wiltz als de rivier Wiltz.
N1 ·
N2 ·
N3 ·
N4 ·
N5 ·
N6 ·
N7 ·
N8 ·
N10 ·
N11 ·
N12 ·
N13 ·
N14 ·
N15 ·
N16 ·
N17 ·
N18 ·
N19 ·
N20 ·
N21 ·
N22 ·
N23 ·
N24 ·
N25 ·
N26 ·
N27 ·
N28 ·
N31 ·
N32 ·
N33 ·
N34 ·
N35 ·
N37 ·
N38
N50 ·
N51 ·
N52 ·
N53 ·
N55 ·
N56 ·
N57